# Kerényi György (újságíró)
Kerényi György (Budapest, 1963. július 28. –) magyar újságíró, a VS.hu korábbi főszerkesztője.

## Életpályája
1982–1988 között az Eötvös Loránd Tudományegyetem Bölcsészettudományi Kar magyar-népművelés szakán tanult. 1987–1989 között a péceli Ráday Pál Gimnázium tanára volt. 1990-ben a Fidesz országgyűlési képviselőjelöltje volt. 1991–1996 között a Tilos Rádió alapító-főszerkesztője volt. 1992–1999 között a Magyar Narancs, illetve MaNcs újságírója volt. 1994–1995 között a TV3 szerkesztője volt. 1995–1996 között a Roma Sajtóközpont belpolitikai rovatvezetője volt. 1997–2002 között az Amaro Drom főszerkesztőjeként dolgozott. 1998-ig a Tilos Kulturális Alapítvány elnöke volt. 2000–2004 között a Rádió C főszerkesztője és ügyvezető igazgatója volt. 2004–2006 között az Eötvös Loránd Tudományegyetem Bölcsészettudományi Kar Művészetelméleti és Médiakutató Intézet munkatársa volt. 2006–2010 között a Kossuth Rádió főszerkesztője volt. 2013–2014 között a VS.hu főszerkesztője volt. 2019–2020 között a Pesti Hírlap főszerkesztője volt. 2020-tól a Szabad Európa Rádió vezető tudósítója.

## Családja
Felesége, Fuchs Ágnes. Három fia van: Áron (1989–), Máté (1991–) és Péter (2000–).

## Művei
- Mondd el, hogy tudjuk! (2011)
- Bátran és szabadon (2012)

## Díjai
- Toleranciadíj (1993-1994)
- Bezerédj-díj (1998)
- Soros-ösztöndíj (2001)